# ثيتل ليختنشتاين
ثيتل ليختنشتاين أو حَيْرَمَة كُنْزِي نوع من جنس الثيتل موطنه إفريقية الشرقية وهو أصغر جثة من الثيتل الأحمر. ذيله ودوارجه سود. أجله لا يقل عن 20 نفرًا. اشتق اسم الحيوان من عالم الحيوانات الألماني هينريتش ليختنشتاين.